# Январь — март
«Январь — март» (укр. Січень — березень) — украинско-австрийский драматический фильм, снятый Юрием Речинским. Мировая премьера кинокартины состоялась 30 января 2017 года на Роттердамском кинофестивале, где она была представлена в конкурсной программе «Bright Future» («Яркое будущее»).
Фильм рассказывает две параллельные истории: первая — о молодой семейной паре, австрийке Анне и украинце Юре, которые попадают в автомобильную аварию, последствия которой становятся для влюбленных разрушительными; вторая — о родителях главных героев, в частности о матери Анны Марте, которая в Вене переживает распад личности, вызванный болезнью Альцгеймера.

## В ролях

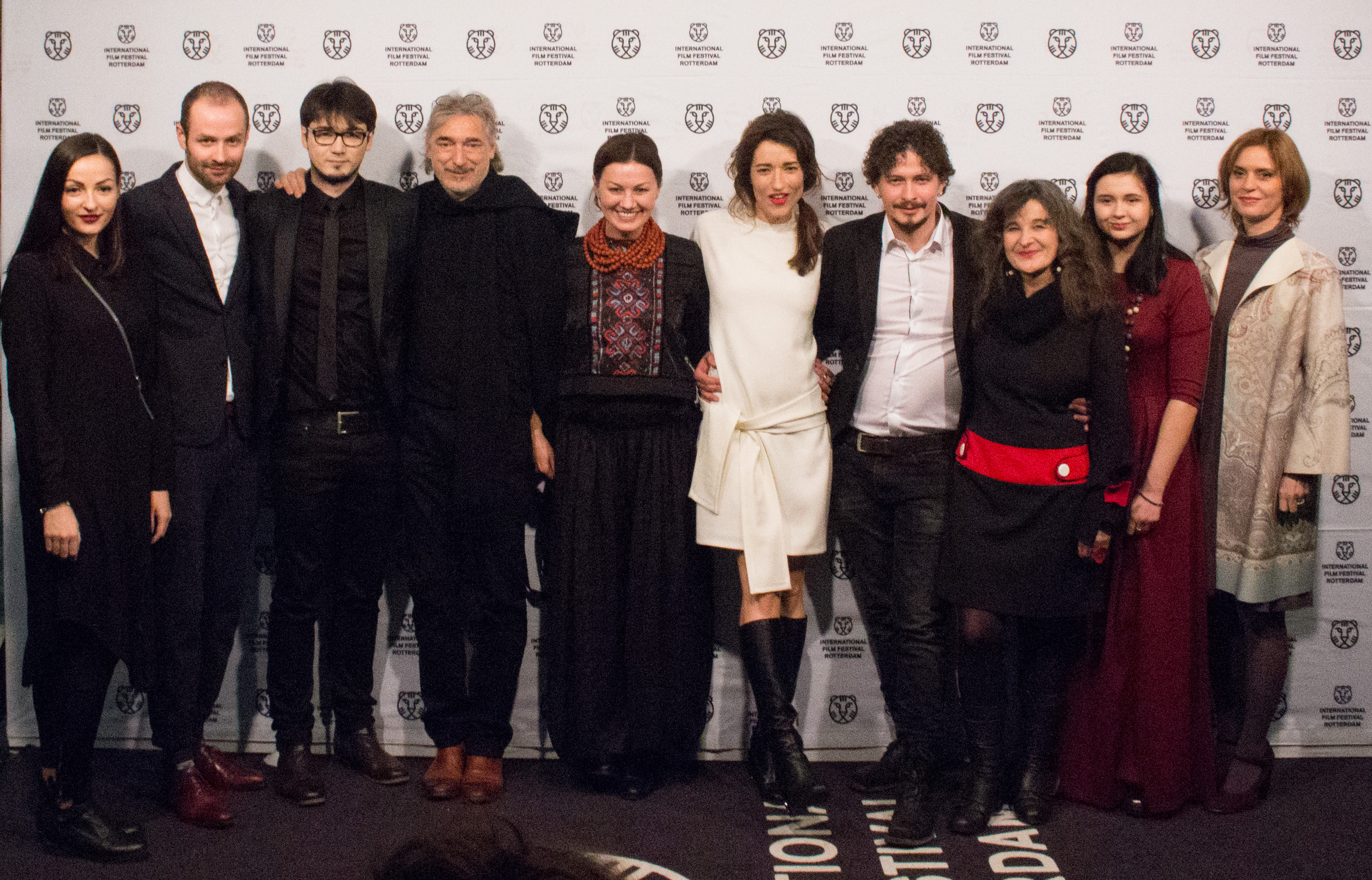

| Актёр            | Роль              |
| ---------------- | ----------------- |
| Анджела Грегович | Анна              |
| Дмитрий Богдан   | Юра               |
| Мария Хофштаттер | Марта (мать Анны) |
| Раймунд Валлиш   | Йозеф             |
| Лариса Руснак    | мать Юры          |
| Влад Троицкий    | отец Юры          |
| Валерий Бассэль  | дедушка           |

## Производство
Фильм «Январь — март» под рабочим названием «К чёрту (Страшные)» (укр. «До дідька (Страшні)») был снят в 2014—2015 годах в Кривом Роге и Вене, где режиссёр Юрий Речинский живёт и работает.
Финансовую поддержку предоставили Государственное агентство Украины по вопросам кино, Австрийский киноинститут и телеканал ORF (Австрия).

## Награды и номинации
| Список наград и номинаций   | Список наград и номинаций | Список наград и номинаций | Список наград и номинаций | Список наград и номинаций | Список наград и номинаций |
| Кинопремия                  | Дата церемонии            | Категория                 | Номинант(ы)               | Результат                 | Прим.                     |
| --------------------------- | ------------------------- | ------------------------- | ------------------------- | ------------------------- | ------------------------- |
| Роттердамский кинофестиваль | 5 февраля 2017            | Bright Future Award       | «Январь — март»           | Номинация                 | [ 1 ] [ 2 ]               |

## Выпуск
Мировая премьера фильма «Январь — март» под международным названием «Ugly» (рус. «Страшные») состоялась 30 января 2017 года на Роттердамском кинофестивале, где он боролся за награду конкурсной программы «Bright Future» («Яркое будущее»), в которой представлены дебютные работы молодых режиссёров со своим стилем и видением.